# Poenomia berthalis
Poenomia berthalis là một loài bướm đêm trong họ Noctuidae.